# Бристольский фунт
Бристольский фунт (£B) — региональная валюта, выпущенная в обращение в городе Бристоле (Великобритания) 19 сентября 2012 года. Выпускается для поддержания местной экономики и используется в основном между местными предприятиями (по состоянию на дату выпуска на его использование подписалось более 300 предприятий). Стоимость бристольского фунта эквивалентна стоимости фунта стерлинга, он может быть свободно конвертирован в фунты стерлингов и обратно.

## Банкноты
Для наличного обращения используются банкноты, которые могут печататься независимой компанией. Для затруднения подделки банкнот были предприняты специальные меры. Существует 8 вариантов их внешнего вида: по два для каждого номинала были выбраны из тысяч вариантов, предложенных на конкурс.
Кроме того, бристольский фунт может быть использован для электронных транзакций.

## Законность
Бристольский фунт не является общегосударственным средством платежа, но британские законы допускают возможность использования на территории государства региональных денежных знаков. Так, помимо бристольского фунта, на территории Великобритании выпускаются:
- брикстонский фунт,
- льюисский фунт,
- тотнисский фунт,
- страудский фунт
- и некоторые другие региональные валюты.

Каждая сделка в бристольских фунтах облагается налогом, измеряемым в фунтах стерлингов.